# Morgan Schusser
Morgan Schusser (* 25. Oktober 2001) ist ein österreichischer Leichtathlet, der sich auf den Mittelstreckenlauf spezialisiert hat.

## Sportliche Laufbahn
Erste internationale Erfahrungen sammelte Morgan Schusser im Jahr 2018, als er bei den U18-Europameisterschaften in Győr mit 1:58,12 min in der ersten Runde im 800-Meter-Lauf ausschied und auch über 1500 Meter mit 4:05,20 min den Finaleinzug verpasste. 
2022 wurde Schusser österreichischer Hallenmeister im 800-Meter-Lauf.

## Persönliche Bestleistungen
- 800 Meter: 1:50,56 min, 16. Juli 2022 in Brugnera
  - 800 Meter (Halle): 1:54,47 min, 12. Februar 2022 in Linz
- 1500 Meter: 3:53,79 min, 30. Juli 2022 in Graz
  - 1500 Meter (Halle): 3:56,43 min, 27. Feber 2022 in Linz